# HH Большого Пса
HH Большого Пса (лат. HH Canis Majoris), HD 51630 — одиночная переменная звезда в созвездии Большого Пса на расстоянии приблизительно 3632 световых лет (около 1114 парсеков) от Солнца. Видимая звёздная величина звезды — от +6,66m до +6,59m.

## Характеристики
HH Большого Пса — бело-голубой гигант или субгигант, пульсирующая переменная звезда типа Беты Цефея (BCEP:) спектрального класса B1-2III или B2III/IV.